# Остров Исаченко
О́стров Исаченко — остров в северо-восточной части Карского моря в составе островов Сергея Кирова. Административно входит в состав Таймырского (Долгано-Ненецкого) муниципального района Красноярского края. Является крупнейшим островом группы.

## География
Расположен в северной части островов Сергея Кирова на расстоянии 152 километров от континентальной части Красноярского края. Ближайшие острова группы: остров Сложный — в 5,8 километрах к юго-западу, остров Средний — в 9,5 километрах к юго-востоку, остров Северный — в 22 километрах к северо-востоку. В пяти километрах от северо-восточного побережья острова Исаченко находится небольшой, всего 1,6 километра в длину, остров Забытый.
| Показатель              | Янв.  | Фев. | Март  | Апр. | Май  | Июнь | Июль | Авг. | Сен. | Окт. | Нояб. | Дек.  | Год   |
| ----------------------- | ----- | ---- | ----- | ---- | ---- | ---- | ---- | ---- | ---- | ---- | ----- | ----- | ----- |
| Средняя температура, °C | −26,1 | −27  | −25,5 | −19  | −8,4 | −0,7 | 1,8  | 1,5  | −0,3 | −9,2 | −18,5 | −23,3 | −12,9 |
| Источник:               |       |      |       |      |      |      |      |      |      |      |       |       |       |

## Описание
Имеет слегка вытянутую с юго-запада на северо-восток овальную форму длиной 19,2 километра и шириной до 11,8 километра в центральной части. В южной и северо-восточной части острова — заливы длиной 5-6 километров и глубиной не более 4 метров. Северная и южная часть острова сложена песчаниками и галечниками, берега в этих местах пологие. Западные и восточные берега — обрывистые, высотой 2-5 метров. Через центральную часть острова с северо-запада на юго-восток проходит скалистый хребет высотой до 57 метров, с которого к побережью стекает множество мелких каменистых ручьёв. Кроме того, на острове находится 8 небольших озёр, все они лежат у самого побережья в песчаных районах острова и отделены от моря береговыми валами.
Растительность острова представлена в первую очередь мхами и лишайниками, из животных встречаются песцы, лемминги, северные олени и белые медведи, на прилегающем острове Забытом — лежбище моржей.
На севере острова расположен астрономический пункт, на восточном побережье — полярная станция Сергея Кирова, основанная здесь в 1953 году.

## История
Остров был обнаружен 22 августа 1930 года экспедицией Отто Шмидта и Владимира Визе на ледокольном пароходе «Георгий Седов» и назван ими в честь Бориса Исаченко, советского микробиолога и ботаника, академика АН СССР.

## Топографические карты
- Лист карты T-45-XXVIII,XXIX,XXX поляр. ст. Сергея Кирова. Масштаб: 1 : 200 000. Состояние местности на 1957 год.